# کلوئلیا

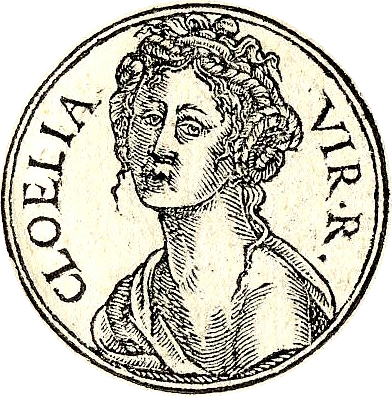
نگاره‌ای فرضی از کلوئلیا در کتاب Promptuarii iconum insigniorum

کلوئلیا (به لاتین: Cloelia) از شخصیت‌های زن در اساطیر رومی است. وی دختری بود که به اسارت لارس پورسنا درآمد و از دستش گریخت.

## روایت
لارس پورسنا، پادشاه دولت‌شهر کلوسیوم، با خاندان تارکوئینیان متحد شد و به‌درخواست ایشان جمهوری نوپای روم را در محاصره گرفت، تا اگر موفق به گشودن شهر شد، تارکوئینیان را به تاج‌وتخت روم بازگرداند. لیکن او چون دلاوریِ دو مردِ رومی، هوراتیوس کوکلس و موکیوس اسکایه‌ولا، را در دفاع از روم دید، از محاصره منصرف شد، و در عوض از رومیان چند باکره گروگان ستاند که یکی از ایشان کلوئلیا بود. لیکن دخترک برآن شد تا از اردوگاه اتروسکان بگریزد، به‌طوری که چون اتروسکان اسبان خود را به لب رود تیبر برده بودند، خود را قاطی اسبان کرد و با شنا از تیبر درگذشت و به روم رسید. پورسنا در خشم شد و فرمود تا رومیان وی را باز دهند. رومیان نیز فرمان کردند. اما بعد خشم شاه زایل شد و شجاعت دختر را ستود و او را سالم و بی‌گزند آزاد کرد و اسبی بدو بخشید و وعده‌اش داد که نیمی از گروگانانِ دیگر را به‌انتخاب خود می‌تواند بردارد و با خود به روم ببرد. در این‌باره دو روایت هست:
- روایت نخست می‌گوید که رومیان کلوئلیا را و دختران و پسرانِ دیگر را به اتروسکان گروگان داده بودند تا ضمانت صلح میان خود و اتروسکان باشند، اما این دختر گروگانانِ دیگر را تشجیع کرد تا خود را قاطیِ اسبان کنند و از اردوگاه اتروسکان بگریزند و با شنا از تیبر درگذرند و به روم بازگردند؛ خودش بر کرانه‌های رود ایستاد تا آنان را پاس دارد، که یکی از افراد پورسنا (یا خودِ پورسنا) او را دید. پس دخترک را تحویل شاه داد، لیکن شاه، متحیر از دلیری او، آزادش کرد.
- روایت دوم را تیتوس لیویوس در کتاب از پیدایش روم و نیز آئورلیوس ویکتور نقل کرده‌اند. طبق این نسخه، رومیان کلوئلیا را و دیگر پسران و دخترانِ جوان را تسلیم اتروسکان کردند تا ضمانتِ عهدنامهٔ صلح باشند. اما این دختر سرکش نگهبانان اردوگاه را فریفت و با شنا از تیبر درگذشت و به روم رسید.[۱] چون خبر به پورسنا بردند، او در خشم شد و از رومیان خواست تا بازش دهند. رومیان پذیرفتند و باز تسلیمش کردند. شاه اتروسکان نه‌تنها او را پاس داشت، که تکریمش هم کرد و وعده‌اش داد که می‌تواند به اختیار خودش نیمی از گروگان‌ها را برگزیند تا آزاد شوند. کلوئلیا نیز جوان‌ترینِ پسرکان را انتخاب کرد، و پورسنا آنان را با کلوئلیا به روم بازفرستاد.[۲]

## پس از آزادی
چون کلوئلیا آزاد شد، رومیان شجاعت او را پاس داشتند و با یک تندیس سواره یادش را جاودان کردند.

## در هنر
کلوئلیا را در نقاشی‌های بسیاری ترسیم کرده‌اند. پیترو متاستازیو در لیبرتوی تریومفِ کلوئلیا او را آورده، و سیلویا سیمز در فیلم ایتالیایی باکرگان روم نقش او را بازی کرده است.

## نگارخانه

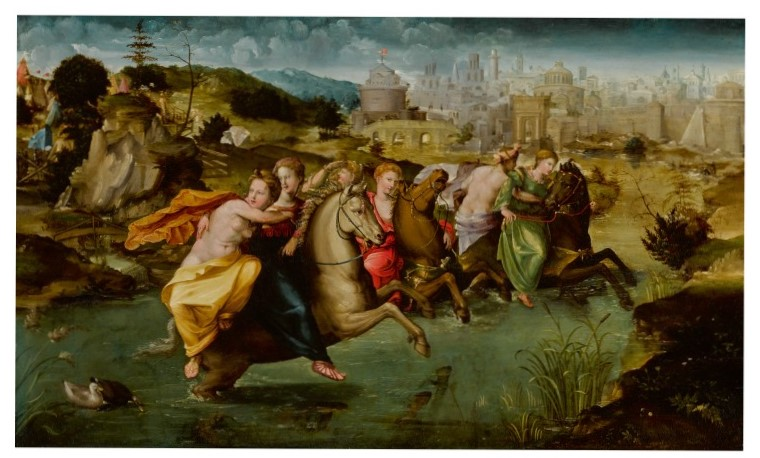
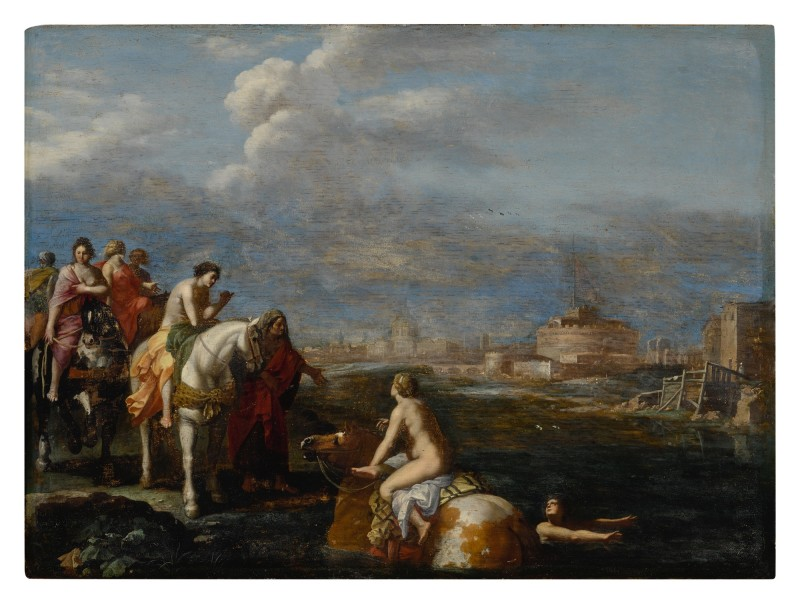
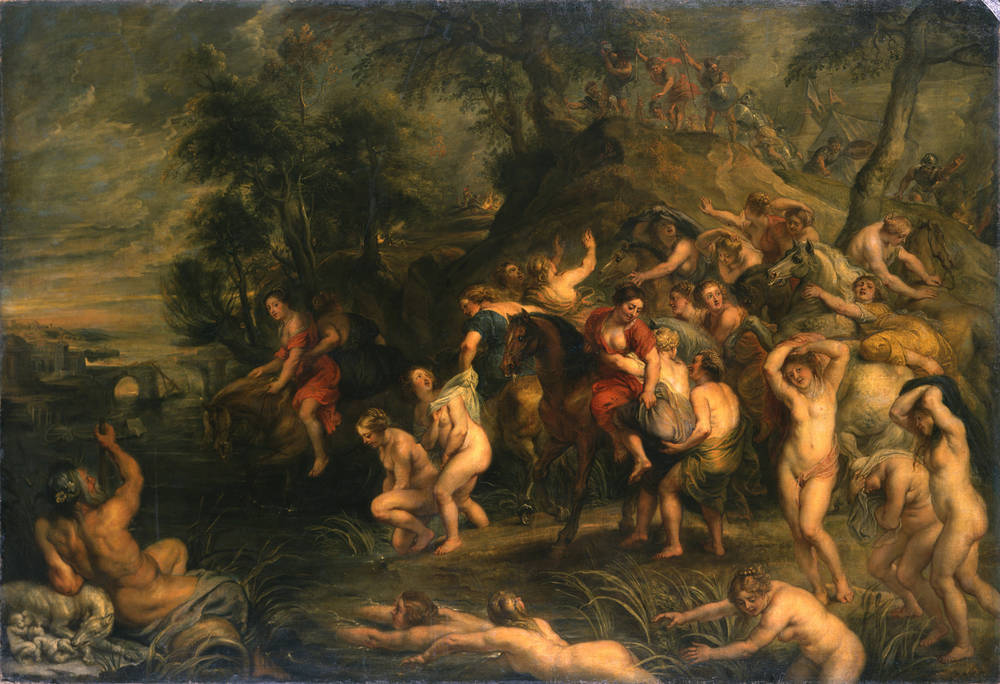
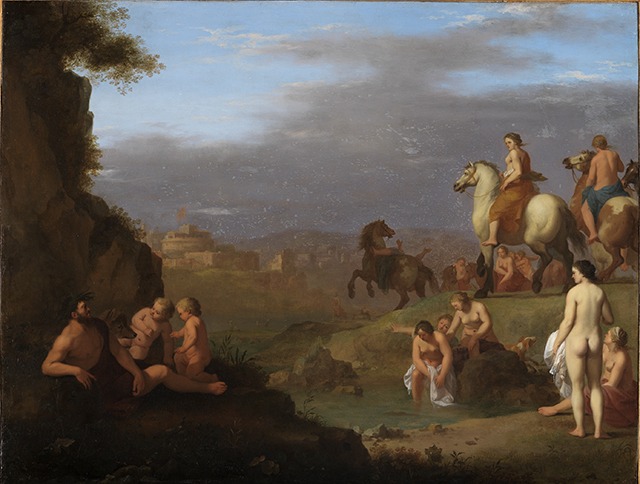
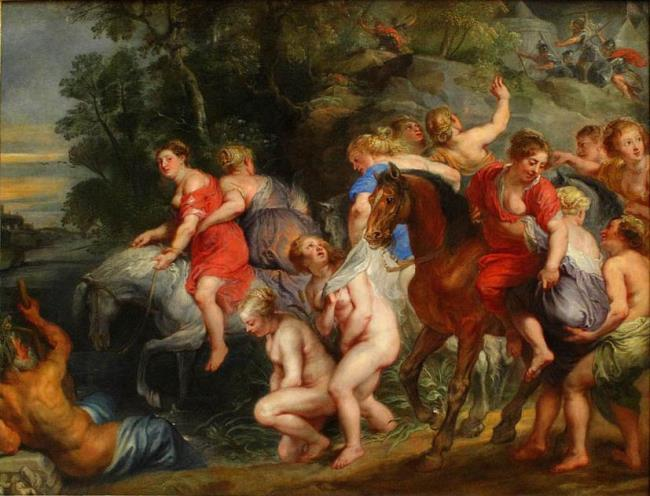